# Winterkevers
De winterkevers (Tetratomidae) zijn een familie van kevers (Coleoptera) in de onderorde van de Polyphaga.

## In Nederland waargenomen soorten
- Genus: Tetratoma
  - Tetratoma ancora
  - Tetratoma desmarestii
  - Tetratoma fungorum